# CBRE Group
CBRE Group, Inc. es una compañía estadounidense de capital inmobiliario con sede en Los Ángeles, California. En 2011 hizo una oferta para adquirir parte del banco holandés ING. CBRE Group es el gestor de inversiones inmobiliarias más grande del mundo. En 2016 fue situado en el puesto 214 del índice Fortune 500, la compañía mejor situada del sector de inmuebles.

## Historia
Tras el terremoto de 1906 en San Francisco, Tucker, Lynch & Coldwell se constituyeron en empresa. En 1940 la empresa es rebautizada como Coldwell, Banker & Company. En 1989, a través de un compra apalancada, CB Commercial Real Estate Group Inc. se hizo con Coldwell Banker, que atravesaba dificultades financieras. Más tarde fue adquirida por Realogy. A su vez, CB Commercial fue adquirida en 1998 por Richard Ellis Internacional Limited, entidad con solera, pues se había constituido en Londres en 1773. La compañía adoptó el nombre de CB Richard Ellis (CBRE).
En junio de 2004, CBRE empezó a cotizar en la Bolsa de Nueva York. En 2005, CBRE figuraba en la lista Fortune 1000, y en 2006 fue incluida en el índice S&P 500. En 2006, CBRE se fusionó con Trammell Crow Company en una transacción valorada en $2.200 millones.
En febrero de 2011, CBRE se adjudicó el concurso para la gestión de inversiones inmobiliarias del banco ING en Europa y Asia (completada en 2011); asimismo, se adjudicó Clarion Real Estate Securities,  subsidiaria del Grupo ING en Estados Unidos, haciendo de CBRE Group el director de inversión de inmuebles más grande del mundo.  El acuerdo también incluía los activos del negocio de seguros de ING.
La compañía cambió su nombre a CBRE Group, Inc. en octubre de 2011.
En septiembre del 2021 CBRE España anuncia la compra de Bovis Project Management empresa líder en Project Management y consultoría multisectorial en España y Portugal. La estructura empresarial resultante de esta adquisición esta liderada por Javier Martínez, senior director de Project Management de CBRE España, que pasa a asumir la presidencia de la nueva división llamada Bovis from CBRE. Por su parte, Alberto de Frutos, hasta ahora director general de Bovis, asume el papel de director general.

## Modelo empresarial
Las operaciones de inversión en inmuebles son ejecutadas por CBRE Investors, una filial de CBRE Group.  En 2011, CBRE Investors obtuvo $37.600 millones de dólares para inversiones inmobiliarias.

## Gobierno corporativo
| Director ejecutivo (CEO)                 | Jim Didion (1990 es) | Ray Wirta ( –2005)       | Brett White (2005–2012)  | Bob Sulentic (2013– ) |
| Jefe de operaciones                      |                      |                          |                          | Mike Laffite (2013– ) |
| Director de finanzas                     |                      | Bob Sulentic (2009-2010) | Gil Borok (2010-2014)    | Jim Groch (2014-)     |
| Presidente del Consejo de Administración |                      |                          |                          | Ray Wirta (2014– )    |
| Presidente                               |                      | Brett White (2001–2005)  | Bob Sulentic (2010–2013) |                       |